# O Quebra-Nozes e o Rei dos Camundongos
O Quebra-Nozes e o Rei dos Camundongos (BR) ou O Quebra-Nozes e o Rei dos Ratos (PT) (em alemão: Nussknacker und Mausekönig) é um romance natalino de Ernest Theodor Amadeus Hoffmann, publicado em 1816. O enredo transcorre durante o século XIX e tem como cenário a Europa Oriental. Um fragmento do conto de O Quebra-Nozes e o Rei dos Camundongos, adaptado em francês por Alexandre Dumas, inspirou o compositor Piotr Ilitch Tchaikovsky a criar seu terceiro e último balé O Quebra-Nozes.

## Sinopse
Na noite de Natal, Jans Stahlbaum, prefeito da cidade, oferece aos amigos e familiares um belíssima festa. 
Marie, de sete anos, e seu irmão Fritz , filhos de Jans Stahlbaun, esperam ansiosos os presentes que irão receber dos convidados, em especial os presentes de Drosselmeier, o padrinho de Marie, que, por ser inventor e relojoeiro, sempre tinha os mais diferentes e criativos brinquedos. Porém, nesta noite, Dindo, como é carinhosamente chamado pelas crianças, chega um pouco atrasado, aumentando a angústia das crianças. Ele distribui presentes para todos e reserva à afilhada uma dádiva especial: um quebra-nozes, que deixa a garota encantada. O boneco traja uniforme de soldado e chama a atenção de seu irmão Fritz. O menino toma o brinquedo das mãos de sua irmã e acaba por danificá-lo ao colocar em sua mandíbula uma noz enorme e dura, deixando Marie desolada. A tristeza é tamanha que a pequenina não nota o ar mágico que a neve confere a esta noite. Assim mesmo seu padrinho lhe dirige uma palavra de consolo: -"Tudo se resolverá".
A festa chega ao fim, e os convidados vão se recolher. As crianças são mandadas para a cama. Entretanto, Marie pede para ficar mais um pouco com o boneco de madeira. Ela o aloja em seu armário para que ele descanse e promete que ele ficará tão bom quanto antes. Momentaneamente o boneco ganha vida e pisca para Marie. Ela se assusta mas acha que tudo fora apenas imaginação. O relógio do avô começa a tocar. Em cima dele, Marie vê seu padrinho Drosselmeier, impedindo-o de bater. Camundongos começam a sair de debaixo das tábuas do assoalho, incluindo o Rei dos Camundongos de sete cabeças. Marie, assustada, escorrega e coloca o cotovelo através da porta de vidro do armário de brinquedos. Então, como que num passe de mágica, os bonecos ganham vida. O Quebra-Nozes assume o comando e lidera os brinquedos na batalha contra os camundongos. No começo, os brinquedos conseguem uma vitória, mas, rapidamente, os camundongos começam a esmagá-los. Marie, ao ver que o Rei dos Camundongos iria tomar seu Quebra-Nozes como prisioneiro, tira seu sapato e o arremessa em direção ao camundongo. Em seguida, desmaia.
Ao despertar na manhã seguinte, com o braço enfaixado, Marie conta o ocorrido aos seus pais. Eles não lhe dão crédito, pensando que a menina ainda estava febril devido ao ferimento causado pelo vidro quebrado. Drosselmeier chega logo em seguida para fazer uma visita a Marie, trazendo consigo o Quebra-Nozes consertado. 
Ele lhe conta a história da Princesa Pirlipat, que sofrera um terrível feitiço e fora transformada em uma monstruosa criatura com cabeça grande, mandíbula de madeira e uma barba de algodão como um quebra-nozes, pela Rainha dos Camundongos, mãe do Rei dos Camundongos. O rei, então, culpou Drosselmeier pelo ocorrido e ordenou que ele encontrasse uma cura dentro de quatro semanas. Ao final de quatro semanas, ele não encontrara a cura. Entretanto poderia achar uma solução juntamente com seu amigo astrólogo. 
O astrólogo lê o horóscopo de Pirlipat e conta ao rei que a única maneira de curá-la era encontrar um homem que soubesse quebrar uma noz, que nunca tivesse feito a barba, nem desgastado suas botas desde pequeno. Este homem deveria ainda dar sete passos para trás de olhos fechados com a noz em suas mãos. O rei ordenou que os dois homens só retornassem quando tivessem encontrado esse homem; em caso contrário, ambos estariam mortos. Os dois viajaram durante muitos anos tentando encontrar este homem, até que acharam em uma loja a noz especial. E o rapaz que jamais havia sido depilado ou desgastado suas botas era o sobrinho de Drosselmeier. O rei, orgulhosos do trabalho, prometeu a mão de sua filha ao homem que conseguisse quebrar a noz. Muitos tentaram em vão. Chegou a vez do jovem sobrinho de Drosselmeier. Ele a quebrou facilmente e deu-a à princesa, que a engoliu e tornou-se bonita outra vez. Entretanto o jovem tropeça na Rainha dos Camundongos ao dar o sétimo passo para trás, e assim o feitiço recaiu sobre ele, que se tornou um quebra-nozes. A princesa, ao vê-lo transformado naquela criatura horrível, recusa-se a se casar com ele e o bane para sempre do castelo.
Ao cair da noite, Marie ouve em seu quarto o Rei dos Camundongos sussurrar que irá destruir o Quebra-Nozes, a menos que ela lhe entregue doces e o seu marzipã . Pelo amor que sente por seu Quebra-Nozes, Marie entrega ao Rei dos Camundongos todos seus brinquedos e todos os doces que encontra, mas o camundongo é ganancioso e pede mais a Marie, até que o Quebra-Nozes diz a Marie que ela deve encontrar uma espada para ele possa acabar com o Rei dos Camundongos e libertar o reino de uma vez por todas. Marie pergunta a seu irmão Fritz se ele possui uma espada de quebra-nozes, e Fritz lhe entrega a espada de um de seus soldadinhos de chumbo. Na noite seguinte o Quebra-Nozes entra no quarto de Marie, ela lhe entrega a espada, e ele rouba as sete coroas do Rei dos Camundongos e leva Marie com ele para o Reino das Bonecas. Marie fica encantada com tantas coisas maravilhosas ao seu redor. Ela finalmente adormeçe no castelo do Quebra-Nozes e é conduzida de volta a sua casa. Na manhã seguinte ela tenta contar à sua mãe o ocorrido mas novamente é desacreditada  mesmo quando ela mostra aos pais  as sete coroas, sendo proibida de falar sobre seus "sonhos" outra vez.
Marie desapontada senta em frente ao seu armário de brinquedos e olhando para o seu quebra-nozes de madeira lembra de todas as maravilhas que vivenciaram juntos e, não conseguindo mais ficar em silêncio, ela jura ao Quebra-Nozes que se ele fosse realmente de verdade ela jamais iria se comportar como a princesa Pirlipat. Ela o amaria mesmo sob a forma de um quebra-nozes.
Um enorme estrondo ocorre, e Marie cai da cadeira. Sua mãe logo chega para lhe dizer que seu padrinho Drosselmeier chegou. Ao adentrar a sala, Marie vê o padrinho acompanhado de seu jovem sobrinho. O jovem leva Marie de lado e lhe conta que, ao ter jurado que iria amá-lo apesar de sua aparência, ela rompeu com a terrível maldição a que ele estava condenado, e assim ele se tornara belo outra vez. O jovem a pede em casamento  e, um ano depois, ele torna a aparecer para Marie e a leva para o Reino das Bonecas, onde ela é coroada rainha e finalmente se casa com o jovem príncipe.